# Elettariopsis smithiae
Elettariopsis smithiae är en enhjärtbladig växtart som beskrevs av Yee Kiew Kam. Elettariopsis smithiae ingår i släktet Elettariopsis och familjen Zingiberaceae. Inga underarter finns listade i Catalogue of Life.